# Olof Cederström
Olof Cederström, född 28 september 1679, död 20 mars 1745 i Stockholm, var en svensk friherre och riksråd.

## Biografi
Olof Cederström var son till dåvarande pastor primarius, sedermera biskopen i Västerås, Carolus Carlsson och Margareta Adlerberg. Efter avslutade studier fick Cederström 1705 arbete som extra ordinarie kanslist i kungliga kansliet. Han hade nyss blivit befordrad till ordinarie kanslist vid civilexpeditionen, då han 1712 fick order från kung Karl XII att resa till Bender. Där skulle han inträda i tjänst vid expeditionen för kansliärenden. Som civilist deltog han i kalabaliken i Bender, tillfångatogs och inspärrades under sex dygn i samma rum som kung Karl XII.
Efter att de släppts följde han kungen till Stralsund och anlände först 1716 till Skåne. Han utnämndes då till expeditionssekreterare och utövade ett visst inflytande under kungens sista år. Efter statsvälvningen var han en ivrig förespråkare till ständernas allmakt och tog flitigt i anspråk i utskott och deputationer. Som Arvid Horns anhängare avancerade han 1727 till kansliråd, 1728 till statssekreterare vid civilexpeditionen, men slöt sig under 1730-talet till det uppseglande hattpartiet. 1731 upphöjdes han till friherre och 1739, vid hattpartiets seger i valet till riksdagen, till riksråd. Åren 1741–1743 var han ordförande i den kommission som skulle revidera kammarverket och från 1743 ordförande i kommissionerna som skulle lägga fram förslag till åtgärder för att hjälpa Finlands näringsliv och förbättra järnhandeln efter freden i Nystad.
Cederström var gift första gången 1705 med Kristina Margareta Silfverklou och andra gången 1719 med friherrinnan Maria Charlotta Rålamb. Han avled i Stockholm 1745 och begravdes i Solna kyrka. Hans kista bars till graven av tolv söner.